# Bruce Banner (Marvel Cinematic Universe)
Bruce Banner je fiktivní postava z filmové série Marvel Cinematic Universe založená na stejnojmenné postavě z komiksů Marvel Comics. Postavu nejprve ve filmu Neuvěřitelný Hulk ztvárnil Edward Norton, ale od filmu Avengers ho hraje Mark Ruffalo. Ve filmech je Banner inteligentní fyzik, který se pokoušel zreplikovat program super-vojáka pomocí gama záření. Experiment se ale nezdařil a Banner se mohl proměnit na velké, zelené monstrum, Hulka. Později se podařilo Bannerovi spojit jeho mysl s tělem Hulka.
Od uvedení Bannera ve filmu Neuvěřitelný Hulk se objevil v dalších osmi filmech a seriálech Co kdyby…? a She-Hulk: Neuvěřitelná právnička.

## Fiktivní biografie

### Původ
Bruce Banner je uznávaný vědec a lékař se sedmi doktoráty a odbornými znalostmi v oblasti záření gama. Na univerzitě Culver ve Virginii se generál Thaddeus Ross setkal Brucem Bannerem, ohledně experimentu, o kterém Ross tvrdí, že je určen k tomu, aby byl člověk imunní vůči gama záření. Experiment, který měl z Bannera udělat super-vojáka selže a gama záření způsobí, že se Banner promění v Hulka, kdykoli jeho srdeční frekvence stoupne nad 200 tepů za minutu. Hulk zničí laboratoř a zraní lidi uvnitř. Banner se tak stane nebezpečným uprchlíkem.

### Uprchlík
O pět let později pracuje Banner v továrně na sodu v Brazílii, zatímco hledá lék na Hulka. Na internetu spolupracuje s kolegou, kterého zná jen jako „pana Modrého“. Učí se také jógu, která mu pomáhá udržet si kontrolu, a podařilo se mu za pět měsíců neproměnit. Poté, co si Banner řízne do prstu, kapka jeho krve spadne do láhve se sodou a později ji nakonec vypije starší spotřebitel ve Wisconsinu, což mu způsobí gama nemoc. Díky tomu Ross vystopuje Bannera a pošle tým speciálních sil vedený britským mariňákem Emilem Blonskym, aby ho zajal. Banner se promění v Hulka a porazí Blonskyho tým. Blonsky souhlasí s podáním podobného séra, které mu poskytne zvýšenou rychlost, sílu, hbitost a hojení, ale také začne deformovat jeho kostru a zhorší jeho úsudek.
Banner se poté vrátí na Culver University, ale je znovu napaden Rossem a Blonskym. Banner, který se přeměnil na Hulka zdánlivě zabije Blonskyho. Poté, co se Hulk vrátí přemění zpět na Bannera, uteče a kontaktuje "pana Modrého", který naléhá, aby se s ním setkali v New Yorku. „Pan Modrý“, buněčný biolog Samuel Sterns, vyvinul možnou protilátku na Hulka. Po úspěšném testu varuje Bannera, že protilátka může zvrátit pouze každou jednotlivou transformaci. Sterns Bannerovi prozradí, že syntetizoval jeho vzorky krve, které Banner poslal z Brazílie se záměrem uplatnit její „neomezený potenciál“ v medicíně. V obavě, že Hulkova moc padne do rukou armády, si Banner přeje zničit zásoby jeho krve. Banner je ale chycen a Blonsky přinutí Sterna použít Bannerovu krev, aby se vylepšil, čímž se změní na Abominationa. Banner si uvědomil, že Abominationa může zastavit jen Hulk, a tak vyskočil z Rossovy helikoptéry a transformoval se. Po dlouhé bitvě přes Harlem Hulk porazí Abominationa a uteče.

### Člen Avengers
V roce 2012 je Banner v Kalkatě, když ho osloví agentka S.H.I.E.L.D.u Nataša Romanovová, která ho rekrutuje, aby vystopoval Teserakt prostřednictvím gama záření. Romanovová po příletu na helikariér představí Bannera Rogersovi a řediteli S.H.I.E.L.D.u Nickovi Furymu. Chvíli po tom, co Avengers chytí a umístí Lokiho do cely na helikariéru, zaútočí na helikariér někteří agenti S.H.I.E.L.D.u včetně Clinta Bartona, kteří jsou posedlí Lokim, což způsobí, že se Banner promění v Hulka a téměř zabije Romanovovou. Thor se pokusí zastavit Hulkovo řádění, kvůli čemuž Hulk spadl z helikariéru na zem. Později se v New Yorku Banner setká s Rogersem, Starkem, Thorem, Romanovovou a Bartonem a stane se členem Avengers. Po invazi armády Chitauri se Banner okamžitě promění na Hulka. Během bitvy bojuje s Chitauri, porazí Lokiho ve Stark Tower a zachrání Starka před pádem na zem poté, co ztratil energii, když proletěl červí dírou. Později naváže Banner blízké přátelství se Starkem a úzce s ním spolupracuje, dokonce ho požádá, aby postavil anti-Hulkovu zbroj, která ho zastaví v případě, že ztratí kontrolu a začne řádit.
V roce 2013 Banner a Stark odpočívají ve Stark Tower, zatímco mu Stark vypráví příběhy o svých misích Iron Mana, ale Banner usíná, protože není „takový doktor“.

### Boj s Ultronem
V roce 2015 Banner a Avengers přepadnou základnu Hydry v Sokovii a získají Lokiho žezlo. V nové Avengers Tower objeví Stark a Banner umělou inteligenci v Kameni ze žezla a tajně se rozhodnou ji použít k dokončení Starkova globálního obranného programu "Ultrona". Po večírku se Ultron stane vnímavým a před útěkem zaútočí na Avengers. Později v Johannesburgu se Banner a Avengers pokoušejí zastavit Ultrona, ale jsou zpomaleni Wandou Maximovovou, která pomocí umělých vizí přiměje Bannera, aby se přeměnil a začal pustošit město, dokud ho Stark nezastaví svým brněním, které vyrobil, aby se vyrovnal Hulkovi. Banner a Avengers poté cestují do Bartonova domu, aby se vzpamatovali z boje s Ultronem a Maximovovými. Zatímco jsou tam, přijde Fury a přesvědčí Avengers, aby vymysleli plán na zastavení Ultrona. Během boje v Soulu je ale unesena Romanovová. Po návratu do Avengers Tower mají Banner a ostatní konfrontaci poté, co se dozvědí, že Stark a Banner chtějí vytvořit Visiona s pomocí J.A.R.V.I.S.e. Chvíli na to, ale přijde Thor a zpustí Visiona. Poté co zjistí, že je Vision spojenec, Banner opustí tým, aby zachránil Romanovovou, přemění se na Hulka a bojuje s ostatními proti Ultronovi. Po závěrečné bitvě s Ultronem v Sokovii Hulk odletí v Quinjetu a opusté Zemi.

### Záchrana Asgardu
V roce 2017 je Hulk nucen bojovat s Thorem na planetě Sakaar v Soutěži šampionů poté, co tam Thor nouzově přistál. Při boji Thor svolá blesky a získá navrch na Hulka, ale Velmistr sabotuje boj, aby zajistil Hulkovo vítězství. Thor je proto stále zotročen a tak se pokusí přesvědčit Hulka, aby mu pomohl zachránit Asgard. Poté uteče z paláce a najde Quinjet, který použil Hulk v roce 2015. Hulk následuje Thora na Quinjet, kde ho video od Romanovové z roku 2015 přemění zpět na Bruce Bannera. Banner je šokován, když se dozví, že je ve vesmíru a říká Thorovi, že je možné, že pokud se znovu stane Hulkem, už se nikdy nebude moci vrátit do své lidské podoby. Banner a Thor se poté spojí s Valkýrou a uniknou ze Sakaaru do Asgardu, kde se z Bannera opět stane Hulk, aby zachránil Asgarďany před obřím vlkem Fenrisem. Asgard je zničen Surturem a Hulk doprovází Thora, Valkýru, Lokiho a Asgarďany ve vesmírné rodi mířící na Zemi.

### Infinity War
V roce 2018 zachytí Thanos jejich vesmírnou loď, aby z Teseraktu vybral Kámen prostoru. Banner se změní na Hulka a bojuje s Thanosem, ale je přemožen. Heimdall použije Bifröst k odeslání Hulka přímo na Zemi. Hulk přistane ve Svatyni v New Yorku kde narazí na Strange a Wonga a přemění se zpět na Bannera. Banner poté varuje Strange před Thanosem a Strange následně kontaktuje Starka. Když Maw a Obsidian dorazí do New Yorku ve snaze získat Kámen času, Banner se snaží stát Hulkem, ale Hulk odporuje. Později se Banner po dlouhé době sejde s Rhodesem a později s Rogersem, Romanovovou, Wilsonem, Maximovovou a Visionem. Připojí se k týmu, který letí do Wakandy, kde později použije Starkovo brnění "Hulkbustera" k boji s armádou Outriderů. V lese je svědkem Thanosova příchodu a hned poté ho Thanos uvězní ve skále. Poté, co Thanos použije Kameny nekonečna a teleportuje se pryč, zmizí polovina všech živých ve vesmíru, ale Banner je jeden z přeživších.
Banner a Rocket se vrací do základny Avengers a brzy se s nimi setká i Carol Danversová. Později vidí jak Danversová vrátí Starka zpět na Zemi. Banner se s ním shledá, což mu pomůže se uklidnit a odpočívat. Banner později doprovází přeživší Avengers, Danversovou, Rocketa a Nebulu zpět do vesmíru na planetu Titan II, aby se postavili Thanosovi a získali Kameny nekonečna, ale pouze zjistí, že je zničil.

### Sloučení Hulka a Bannera
V letech 2018 až 2023 experimentuje Banner se zářením gama, aby vyvážil své dvě strany. Od roku 2023 je trvale v těle Hulka, ale s myslí a hlasem Bannera. Později se setká s Rogersem, Romanovovou a Langem na snídani a souhlasí, že jim pomůže s cestováním v čase. V základně Avengers se pokusí Langa posunout časem pomocí malého kvantového tunelu, ale jsou neúspěšní. Poté, co přijde Stark a nabídne svou pomoc, Banner a Rocket cestují do Norska do Nového Asgardu, kde rekrutují opilého Thora, aby se vrátil na pomoc Avengers. Zpět v základně, Avengers připravují plán na cestování v čase a získání alternativních Kamenů nekonečna. Banner, Rogers, Stark a Lang cestují časem přes do alternativního roku 2012 v New Yorku. Banner tam získá Kámen času od alternativní verze Prastaré. Poté se vrátí do současnosti, ale je zdrcen, když se dozví o smrti Romanovové, která se musela obětovat, aby získala Kámen duše.
Později Banner, Stark a Rocket spojí Kameny s rukavicí. Banner poté dobrovolně luskne, čímž zvrátí Thanosův Problik, i když se mu při tom trvale zraní pravá ruka. Poté, co tak učiní, se z kvantové říše vynoří alternativní verze Thanose a zaútočí na základnu, což způsobí, že Banner, Rocket a Rhodes jsou uvězněni v sutinách, dokud je nevezme zvětšený Lang. Poté se zúčastní závěrečné bitvy proti Thanosovi a jeho armádě, kteří jsou nakonec poraženi, když Stark použije Kameny nekonečna, za cenu vlastního života. Po bitvě se Banner zúčastní Starkova pohřbu a poté připraví nový kvantový portál, aby Rogers mohl vrátit alternativní Kameny nekonečna a Mjolnir. On, Bucky Barnes a Sam Wilson si všimnou staršího Rogers, která poté dá svůj štít Wilsonovi.

### Setkání s Shang-chim
O něco později se Banner vrátí zpět do své lidské podoby. Poté, co Shang-Chi použije deset prstenů, prsteny začnou vysílat tajemný signál, který Wonga přiměje kontaktovat Bannera a Carol Danversovou prostřednictvím hologramu a promluvit si o tom se Shang-Chim.

## Alternativní verze

### Co kdyby…?

#### Smrt Avengers
V alternativním roce 2011, když je Banner na útěku před Rossem, najde ho Romanovová a diskutuje s ním ohledně smrti kandidátů iniciativy Avengers. Všichni tři jsou obklíčeni Rossovými jednotkami a Banner se po zásahu kulkou promění v Hulka. Při útoku na Rossovy muže se Hulk náhle nafoukne a exploduje, poté, co alternativní verze Hanka Pyma umístí Pymovi částice do Bannerova srdce.

#### Zombie
V alternativním roce 2018 je Banner poslán zpět na Zemi přes Bifrost, aby varoval Avengers před hrozící hrozbou ze strany Thanose. Je však napaden zombifikovanými verzemi Starka, Strange a Wonga, než ho zachrání Hope van Dyneová a Peter Parker. Poté, co se spojí s ostatními přeživšími, vydají se do Camp Lehigh a setkají se s Visionem, který odhalí, že Kámen mysli lze použít k vyléčení viru. Banner později zůstane v táboře, aby odrazil roj zombie, aby umožnil ostatním uniknout do Wakandy.

#### Dobytí Země Ultronem
V alternativním roce 2015 je Banner spolu s ostatními Avengers (kromě Romanovové a Bartona) zabit Ultronem, který úspěšně nahraje své vědomí do vibraniového těla a zahájí globální jaderný útok.

## Výskyt

### Filmy
- Neuvěřitelný Hulk
- Avengers
- Iron Man 3 (potitulková scéna)[12]
- Avengers: Age of Ultron
- Thor: Ragnarok
- Avengers: Infinity War
- Captain Marvel (potitulková scéna)[13]
- Avengers: Endgame
- Shang-Chi a legenda o deseti prstenech (potitulková scéna)

### Seriály
- Co kdyby…?
- She-Hulk: Neuvěřitelná právnička[14]